# M520 GOER
L'M520 GOER, realizzato negli anni sessanta per le esigenze dell'esercito statunitense, era un mezzo di trasporto straordinario, derivato da modelli civili che avevano suscitato molto interesse nelle forze armate USA. Entrò in servizio poco tempo prima dell'inizio della Guerra del Vietnam.
Tra le sue caratteristiche il fatto di avere solo 4 ruote, ma di grande diametro. Queste ultime non sono solo una caratteristica singolare per un veicolo da 18 tonnellate, ma sono anche molto vicine ai parafanghi: questa particolarità è dovuta al fatto che non hanno sospensioni, ma assorbono esse stesse le asperità del terreno. Inoltre il veicolo era suddiviso in una motrice e un rimorchio, ciascuno a biga, ed era dotato di un sistema di trasmissione che consentiva di trasmettere potenza alle ruote posteriori, anche se la motrice girava di 60 gradi o ruota di 20. Si trattava inoltre di un veicolo anfibio.
Venne molto impiegato in Vietnam, ma solo dopo la fine della guerra ne vennero ordinati un consistente numero, oltre un migliaio, comunque non molti in quanto assai costosi rispetto ai mezzi normali da circa 7 tonnellate.
Le varianti principali includevano un'autocisterna e un mezzo per le riparazioni.